# Indywidualne Mistrzostwa Polski w Zapasach 1951
21. Mistrzostwa Polski w Zapasach rozegrano wyłącznie w stylu klasycznym w Piotrowicach w 1951.

## Medaliści
| Kategoria:  | Złoto:                            | Srebro:                              | Brąz: |
| 52 kg       | Zdzisław Schneider Unia Swarzędz  | Nikodemski Kolejarz Poznań           |       |
| 57 kg       | Jan Kauc CWKS Warszawa            | Kisiel                               |       |
| 62 kg       | Ernest Gondzik Siła Mysłowice     | Edward Drąg Włókniarz Boguszów       |       |
| 67 kg       | Oskar Kusz Huta Pokój Nowy Bytom  | Stanisław Jakubowicz Kolejarz Poznań |       |
| 73 kg       | Mieczysław Neubauer Stal Ożarów   | Malczewski Unia Swarzędz             |       |
| 79 kg       | Jerzy Gryt Siła Mysłowice         | Jan Kubat CWKS Warszawa              |       |
| 87 kg       | Mieczysław Radoń Włókniarz Kraków | Jan Lenart Gwardia Łódź              |       |
| ponad 87 kg | Wincenty Mąka Stal Poznań         | Norbert Kasperczyk Siła Mysłowice    |       |